# Petr Kelemen
Petr Kelemen (* 18. November 2000 in Pilsen) ist ein tschechischer Radrennfahrer, der im Straßenradsport aktiv ist.

## Sportlicher Werdegang
Nach dem Wechsel in die U23 starte Kelemen seine Karriere 2019 im Männerteam des WCC. 2020 wechselte er in das CCC Development Team und erzielte bei der Dookoła Mazowsza mit dem dritten Platz auf der zweiten Etappe seine erste internationale Podiumsplatzierung. In der folgenden Saison kam er mit dem Team Elkov-Kasper bei der Dookoła Mazowsza auf einen zweiten Etappenplatz und den dritten Platz in der Gesamtwertung.
Zur Saison 2022 wurde Kelemen Mitglied in der Swiss Racing Academy, die ab der Jahresmitte als Tudor Pro Cycling Team fungierte. In seiner ersten Saison gelangen ihm mehrfach Spitzenplatzierungen, unter anderen als Zweiter bei der Strade Bianche di Romagna, dem U23-Rennen der Strade Bianche, und als Etappendritter bei der Tour de l’Avenir. Auf nationaler Ebene wurde er 2022 in der U23 Meister im Straßenrennen und Vizemeister im Einzelzeitfahren. 2023 stieg er mit seinem Team in die UCI ProSeries auf. Der zehnte Platz beim Grand Prix Cycliste La Marseillaise 2023 war seitdem seine einzige Top-10-Platzierung auf internationaler Ebene.

## Erfolge
2018
- Tschechischer Meister – Straßenrennen (Junioren)
- Punktewertung Tour du Pays de Vaud

2022
- Tschechischer Meister – Straßenrennen (U23)